# Велен Спрингс (Арканзас)
Велен Спрингс (енгл. Whelen Springs) град је у америчкој савезној држави Арканзас.

## Демографија
По попису из 2010. године број становника је 92, што је 8 (9,5%) становника више него 2000. године.
| Група             | 2000.      | 2010.      |
| Белци             | 79 (94,0%) | 76 (82,6%) |
| Афроамериканци    | 4 (4,8%)   | 12 (13,0%) |
| Азијати           | 0 (0,0%)   | 0 (0,0%)   |
| Хиспаноамериканци | 0 (0,0%)   | 2 (2,2%)   |
| Укупно            | 84         | 92         |